# Raffaele Zovenzoni
Raffaele Zovenzoni (Trieste, 1431 – 1484 circa) è stato un umanista e scrittore italiano del Rinascimento.

## Biografia
Nacque a Trieste e qui ricevette la sua prima educazione. Studiò poi giurisprudenza a Padova. Studiò sotto Guarino da Verona e da allora in poi insegnò a Capo d'Istria (ora Capodistria), dove fu patrocinato dal provveditore di Venezia, Marcello. Visse anche a Trieste (1466-1470). Fu spinto da Giovanni Hinderbach, principe vescovo di Trento, a scrivere un inno antisemita su Simonino di Trento.